# 亞基米夫斯凱
亞基米夫斯凯（烏克蘭語：Якимівське），是烏克蘭東南部扎波羅熱州扎波羅熱區维利尼扬斯克市镇的村落。始建於1918年，面積3.3平方公里，2001年人口7，人口密度每平方公里2.1人。
48°4′7″N 35°26′49″E / 48.06861°N 35.44694°E